# ريتشارد باي
ريتشارد باي (بالإنجليزية: Richard Bey)‏ هو مقدم برامج إذاعية أمريكي، ولد في 22 يوليو 1951 في فار روكواي ‏ في الولايات المتحدة.

## وصلات خارجية
- ريتشارد باي على موقع IMDb (الإنجليزية)
- ريتشارد باي على موقع قاعدة بيانات الفيلم (الإنجليزية)